# NSTG Jägerndorf
NSTG Jägerndorf (celým názvem: Nationalsozialistische Turngemeinde Jägerndorf) byl německý sportovní klub, který sídlil ve městě Jägerndorf v Protektorátu Čechy a Morava. Založen byl v roce 1939 po zániku místních sportovních klubů (včetně Jägerndorfer SV 1919). Zanikl v roce 1945 po postupném ústupu německých vojsk z území města.
Největším úspěchem klubu byla celkem dvouroční účast v Gaulize Sudetenland a Gaulize Böhmen-Mähren, jedné ze skupin tehdejší nejvyšší fotbalové soutěže na území Německa.

## Umístění v jednotlivých sezonách
Stručný přehled
Zdroj: 
- 1941–1942: Gauliga Sudetenland Ost
- 1943–1944: Gauliga Böhmen-Mähren/Mähren

Jednotlivé ročníky
Zdroj: 
Legenda: Z - zápasy, V - výhry, R - remízy, P - porážky, VG - vstřelené góly, OG - obdržené góly, +/- - rozdíl skóre, B - body, červené podbarvení - sestup, zelené podbarvení - postup, fialové podbarvení - reorganizace, změna skupiny či soutěže
| Velkoněmecká říše (1941 – 1944) |                              |        |     |     |     |     |     |     |     |     |        |
| Sezóny                          | Liga                         | Úroveň | Z   | V   | R   | P   | VG  | OG  | +/- | B   | Pozice |
| 1941/42                         | Gauliga Sudetenland Ost      | 1      | 10  | 7   | 0   | 3   | 24  | 36  | -12 | 14  | 3.     |
| ...                             |                              |        |     |     |     |     |     |     |     |     |        |
| 1943/44                         | Gauliga Böhmen-Mähren/Mähren | 1      | ... | ... | ... | ... | ... | ... | ... | ... | 7.     |